# Doddie Weir
George "Doddie" Weir (Edimburg, 4 de juliol de 1970 - ?, 26 de novembre de 2022) fou un jugador de rugbi escocès.

## Biografia
George Weir va començar a jugar a rugbi al Stewart's Melville RFC, la seva antiga escola d'Edimburg. Va estudiar a l'Scottish Agricultural College, graduant-se l'any 1991. Després va marxar al Melrose RFC, als Scottish Borders, on va formar part de l'equip que va guanyar sis campionats escocesos. Posteriorment, es traslladà a Anglaterra, el 1995, per jugar amb els Newcastle Falcons, on guanyaria el campionat anglès la temporada 1997-98. Finalment, tornaria a Escòcia per jugar amb el recentment format Borders, el 2002, on es va quedar fins que es va retirar.
Weir també va jugar amb la selecció escocesa. El primer partit el va disputar el 1990 contra Argentina. Al llarg de la dècada de 1990 va ser un jugador habitual del combinat escocès, a més de convertir-se en un dels ídols de l'afició de Murrayfield. Weir també va realitzar una gira amb els British and Irish Lions, el 1997, però va patir una lesió greu que va enfosquir aquesta participació.
La seva participació en la selecció escocesa va anar dissipant-se amb el pas dels anys, principalment per l'aparició de la nova fornada de jugadors, principalment Stuart Grimes i Scott Murray. La seva darrera aparició fou en un partit del Sis Nacions de 2000, el 4 de març d'aquell any, que va enfrontar Escòcia amb França a Murrayfield.
En total Weir va disputar 61 partits amb Escòcia, aconseguint 19 punts en 4 assaigs (el seu primer assaig encara era de 4 punts). La seva carrera va acabar, juntament amb la de Gary Armstrong, l'any 2004, jugant amb els The Borders.
Després de retirar-se del rugbi professional, Weir començà a treballar com a director comercial a l'empresa Hutchinson Environmental Solutions, entitat situada en el sector de la gestió dels residus.
De tant en tant Weir col·laborava amb la BBC com a part de l'anàlisi realitzat a la mitja part en partits d'Escòcia.